# Ferussacia tumidula
Ferussacia tumidula is een slakkensoort uit de familie van de Ferussaciidae. De wetenschappelijke naam van de soort is voor het eerst geldig gepubliceerd in 1878 door Wollaston.